# Pterygotrigla macrolepidota
Pterygotrigla macrolepidota är en bottenfisk i familjen knotfiskar (Triglidae) som finns i västra Stilla havet. 

## Utseende
Pterygotrigla macrolepidota är en avlång fisk med stort, trekantigt, benklätt huvud med stora ögon. Huvud och rygg är rödaktiga, medan sidor och buk är vita. Som mest blir arten 15 cm lång.

## Vanor
Fisken är en bottenlevande djuphavsart som lever på kontinentalhyllan ner till 500 meter.

## Utbredning
Pterygotrigla macrolepidotas utbredningsområdet sträcker sig från västra Stilla havet från södra Honshu i Japan till Nya Kaledonien.